# 雲仙丸
雲仙丸（うんぜんまる）は、日本郵船の貨客船。第二次世界大戦を生き延び、後に航海訓練所の練習船銀河丸（初代）となった。

## 概要
三菱重工業横浜船渠で建造され、1941年（昭和16年）8月5日に起工。1942年（昭和17年）3月16日に進水し、同年10月10日に竣工した。本船は当初、門司 - 大連航路に就航する予定であったが、竣工後は船舶運営会使用船として徴用され、門司 - 上海航路で輸送任務に従事した。自衛として、四十口径安式8cm砲1門、爆雷4個を装備した。
1943年（昭和18年）中頃から、新潟 - 羅津航路に転じて運航されたが、同年10月1日、18時10分ごろ、日本海を航行中、潜水艦の襲撃を受け右舷中央部に魚雷が命中したが不発だったため、被害は機関室へのわずかな浸水のみで、本船は全速で離脱、翌朝、羅津に無事入港した。本船襲撃の4日後には、関釜連絡船崑崙丸が攻撃を受け沈没、多数の犠牲者を出した。
その後、一時的に新潟 - 樺太航路に転配され、新潟 - 羅津間の航路に復帰、敦賀 - 清津航路にも就航した。1944年（昭和19年）9月29日から10月27日にかけて、軍の徴用を受けないまま軍事輸送に従事する陸軍臨時配当船(AC船)となり、ミ23船団に加わっている。1945年（昭和20年）6月23日、境港の港外で仮泊していた本船は、24日未明に抜錨したが直後に触雷、シャフト貫通部から浸水した。浸水は水密扉の閉鎖により食い止められ、本船は境港で乗客を下船させた後、敦賀港で貨物を揚陸、修理のため富山港の日本海船渠工業へ向かったが、回航の途中、能登半島西岸の羽咋市の砂浜に乗り揚げた。約2週間後、自力で離洲し、修理を受けた。1945年の終戦時には、敦賀 - 清津 - 羅津航路に就航していた。
終戦後はGHQの日本商船管理局（en:Shipping Control Authority for the Japanese Merchant Marine, SCAJAP）によりSCAJAP-U014の管理番号が付与された。本船は引揚船となり、1945年（昭和20年）9月には舞鶴港から朝鮮半島への引き揚げ者800人を乗せ釜山港へ。釜山港からは日本への引き揚げ者2,135人を乗せ引き上げ船として初めて博多港へ入港した。また同年10月7日には舞鶴港に引揚者を送り届けた。
1946年（昭和21年）12月5日には、樺太からの第一陣を乗せて函館港に入港した。ナホトカ、釜山などから4航海を行い、合計4,745名が本船で帰国した。
1949年（昭和24年）4月に徴用を解除され、1950年（昭和25年）4月から釧路 - 東京航路に就航した。
1954年（昭和29年）8月20日、運輸省航海訓練所の練習船銀河丸（初代）となった。
1973年（昭和48年）1月、新設された海洋技術開発学校で係留練習船となったが、1974年（昭和49年）5月14日、係船されていた上甑島から多度津町の宮地サルベージ多度津船舶解体場へ曳航され、その後、解体された。